# Барковский, Николай Иванович
Николай Иванович Барковский (1839 — 1910) — тайный советник, сенатор.

## Биография
Происходил из дворян Херсонской губернии. Родился 18 февраля (2 марта) 1839 года.
В 1859 году кандидатом права окончил юридический факультет Московского университета. В 1862—1865 годах служил в морском ведомстве; в 1865—1870 годах — в Государственном контроле.
В 1870 году перемещён в 4-й департамент Сената; в 1873 году назначен обер-секретарём.
С 1876 года — председатель Варшавского коммерческого суда.
В 1881 году назначен товарищем обер-прокурора Гражданского кассационного департамента Сената. С октября 1895 по май 1896 года — обер-прокурор 3-го департамента Сената, с 14 мая 1896 года — сенатор. Умер в ночь с 18 на 19 июля 1910 года.
Был удостоен ряда высших российских орденов, до ордена Св. Владимира 2-й ст., включительно.